# Апостольский нунций в Республике Конго
Апостольский нунций в Республике Конго — дипломатический представитель Святого Престола в Республике Конго. Данный дипломатический пост занимает церковно-дипломатический представитель Ватикана в ранге посла. Апостольская нунциатура в Республике Конго была учреждена на постоянной основе 31 января 1977 года.
В настоящее время Апостольским нунцием в Республике Конго является архиепископ Хавьер Эррера Корона, назначенный Папой Франциском 5 февраля 2022 года.

## История
Апостольская делегатура Дакара, обладающей юрисдикцией в отношении всех французских континентальных и островных колоний (за исключением районов Северной Африки), была учреждена 22 сентября 1948 года, бреве «Expedit et Romanorum Pontificum» папы римского Пия XII.
3 мая 1960 года, согласно бреве «Ad universae Ecclesiae» Папы Иоанна XXIII, была учреждена Апостольская делегатура Центральной и Западной Африки, обладающей юрисдикцией в отношении следующих африканских стран: Республика Конго, Нигерия, Камерун, Габон, Убанги-Шари, и Чад. Резиденцией Апостольского делегата был город Лагос — в Нигерии.
3 апреля 1965 года, согласно бреве «Qui res Africanas» Папы Павла VI, была учреждена новая Апостольская делегатура Центральной Африки, с юрисдикцией в Конго, Центральноафриканской Республике, Камеруне, Чаде и Габоне. Резиденцией Апостольского делегата был город Яунде — в Камеруне.
Апостольская делегатура в Республике Конго была учреждена 13 декабря 1973 года, бреве «Catholicarum rerum» Папы Павла VI, с резиденцией в городе Банги — в Центральноафриканской Республике. 
Апостольская нунциатура в Республике Конго была учреждена 31 января 1977 года, бреве «Vehementi flagrantes» Папы Павла VI. Однако апостольский нунций не имеет официальной резиденции в Республике Конго, в её столице Браззавиле и является апостольским нунцием по совместительству, эпизодически навещая страну. Резиденцией апостольского нунция в Республике Конго является Либревиль — столица Габона.

## Апостольские нунции в Республике Конго

### Апостольские делегаты
- Марио Тальяферри, титулярный архиепископ Формии — (5 марта 1970 — 25 июня 1975 — назначен апостольским пронунцием на Кубе);
- Ориано Куиличи, титулярный архиепископ Таблы — (13 ноября 1975 — 31 января 1977 — назначен апостольским пронунцием).

### Апостольские пронунции
- Ориано Куиличи, титулярный архиепископ Таблы — (31 января 1977 — 26 июня 1981 — назначен апостольским нунцием в Гватемале);
- Джон Булайтис, титулярный архиепископ Нароны — (21 ноября 1981 — 11 июля 1987 — назначен апостольским пронунцием в Иране);
- Беньямино Стелла, титулярный архиепископ Мидилы — (7 ноября 1987 — 15 декабря 1992 — назначен апостольским нунцием на Кубе);
- Диего Каузеро, титулярный архиепископ Меты — (1993 — 1995, в отставке).

### Апостольские нунции
- Луиджи Пеццуто, титулярный архиепископ Торре ди Проконсоларе — (7 декабря 1996 — 22 мая 1999 —  назначен апостольским нунцием в Танзании);
- Марио Роберто Кассари, титулярный архиепископ Тронто — (3 августа 1999 — 31 июля 2004 — назначен апостольским нунцием в Буркина-Фасо и Кот-д’Ивуаре);
- Андрес Карраскоса Косо, титулярный архиепископ Эло — (31 июля 2004 — 12 января 2009 — назначен апостольским нунцием в Панаме);
- Ян Ромео Павловский, титулярный архиепископ Сейны — (18 марта 2009 — 7 декабря 2015 — назначен делегатом папских представительств);
- Франсиско Эскаланте Молина, титулярный архиепископ Грацианы — (21 мая 2016 — 4 июня 2021 — назначен апостольским нунцием на Гаити);
- Хавьер Эррера Корона, титулярный архиепископ Вультурары — (5 февраля 2022 — по настоящее время).